# На абордаж!
«На абордаж!» (англ. Jumping Ship) — американский телефильм режиссёра Майкла Ланжа, вышедший на канале «Disney Channel» в 2001 году.
Фильм позиционируется как сиквел телефильма Disney Channel 1999 года «Каникулы на ранчо», однако, за исключением отправной точки и главных героев в исполнении бртьев Лоуренс, никак с ним не связан и является самостоятельным фильмом.

## Сюжет
Майкл Вудс (Джозеф Лоуренс) и его двоюродного брата Томми (Эндрю Лоуренс) планируют провести каникулы на шикарном курорте в Австралии. Они арендуют частную яхту для веселого круиза. Но яхта оказывается старой ржавой рыбацкой лодкой «Тиффани» неуклюжего капитана Джейка Хантера (Мэттью Лоуренс). Поскольку все остальные лодки уже забронированы, кузены отправляются на «Тиффани» в открытое море. 
Но парочка богатых американцев привлекли внимание местных плохих парней, и за их лодкой начинают охоту современные пираты. Пиратов возглавляет Фрейкс, который ранее обчистил Майкла и по его удостоверению личности выяснил, что он из богатой семьи. Пираты планируют похитить Майкла с целью получения большого выкупа.
Уходя от погони Майкл и Томми вместе с капитаном оказываются на необитаемом острове. Теперь им нужно преодолеть свои разногласия и работать как одна команда, чтобы спастись.
Через несколько дней пираты находят мальчиков, когда Майкл стреляет из ракетницы, чтобы привлечь внимание пролетающего мимо острова самолета. Когда они пытаются покинуть остров на самодельном плоту, пиратам удаётся захватить Томми. Майкл и Джейк придумывают план, как вернуть Томми. 
В итоге мальчикам удаётся перехитрить пиратов и сбежать с острова на их скоростном катере, они обращаются за помощью к австралийской береговой охране.

В фильме представлены три характера в виде трех персонажей: Джоуи — это комический персонаж, который неуклюже передвигается по суше и морю. Мэтт — красавчик, предназначенный для привлечения женской аудитории дошкольного возраста. Энди — наивный, простодушный, милый и сентиментальный парень.

## В ролях
- Джозеф Лоуренс — Майкл Вудс
- Мэттью Лоуренс — Джейк Хантер
- Эндрю Лоуренс — Томми Биггс, двоюродный брат Майкла
- Сьюзан Уолтерс — Джулс Биггс, мать Томми и тётя Майкла
- Стивен Берли — Гленн Вудс, отца Майкла и дядя Томми
- Энтони Вонг — Фрейкс
- Джейми Пасье-Армстронг — Джонас
- Мартин Дингл-Уэлл — Данте
- Тодд Уорден — Марк Сандерс
- Карли Мовицио — Хизер Хитт
- Джек Хейвуд — Вэлет

## Показ
Премьерный показ состоялся 17 августа 2001 года на канале «Disney Channel». В 2005 году фильм был выпущен на DVD в качестве эксклюзивного материала на промо-сайте Disney Movie Club, в ноябре 2019 года фильм стал доступен для трансляции на канале «Disney+».

## Критика
Режиссер Майкл Ланж сочетает скромный экшн и мультяшные комедийные эпизоды с приятными воспоминаниями о семье и дружбе. В диснеевском мире опасность относительно не связана со злым умыслом, поэтому действие никогда не вызывает особой тревоги. Оператор Дэвид Берр запечатлел несколько захватывающих дух пейзажей и отлично использовал местную дикую природу. Музыка Филипа Маршалла порой не совсем уместна, но в целом технические моменты соответствуют высоким стандартам.— Variety, 2001

Режиссер Мийкл Ланж смешивает в приключении мягкий экшн с элементами комедии. Это превращает приключение в фильм для всей семьи.